# Келли, Кайл
Кайл Дэмиан Келли (англ. Kyle Damian Kelly; род. 16 августа 2005, Нортгемптон, Восточный Мидленд) — сент-китский футболист, полузащитник клуба «Ливерпуль» и национальной сборной Сент-Китс и Невиса.

## Клубная карьера
В 2018 году Келли присоединился к молодежной академии «Ливерпуля». В сентябре 2020 года он подписал свой первый контракт стажера с клубом, а уже 24 октября 2022 года подписал профессиональный контракт с «Ливерпулем». В феврале 2024 года он был переведен в команду «Ливерпуля» до 21 года.

## Карьера за сборную
Келли родился в Англии и имеет сент-китское происхождение. Он выступал за сборную Англии до 15 лет. 20 марта 2024 года он дебютировал за национальную сборную Сент-Китс и Невиса, выйдя на замену в товарищеском победном матче против сборной Сан-Марино (3:1).